# Anton Hartvig Rée
Anton Hartvig Rée (Aarhus, 5 d'octubre de 1820 - Copenhaguen, 20 de desembre de 1886) fou un pianista danès, casat amb la també pianista Ebba Olivia Kéllgren i fou l'avi de Louis Rée que també fou pianista (1861-1939).
De 1839 a 1842 va fer nombrosos concerts i després es va establir com a pianista a la capital danesa.
Va compondre música per a piano, i col·laborà en diferents revistes musicals i publicà l'obra titulada Musik-historicher Momenter.